# Marija Atanassowa

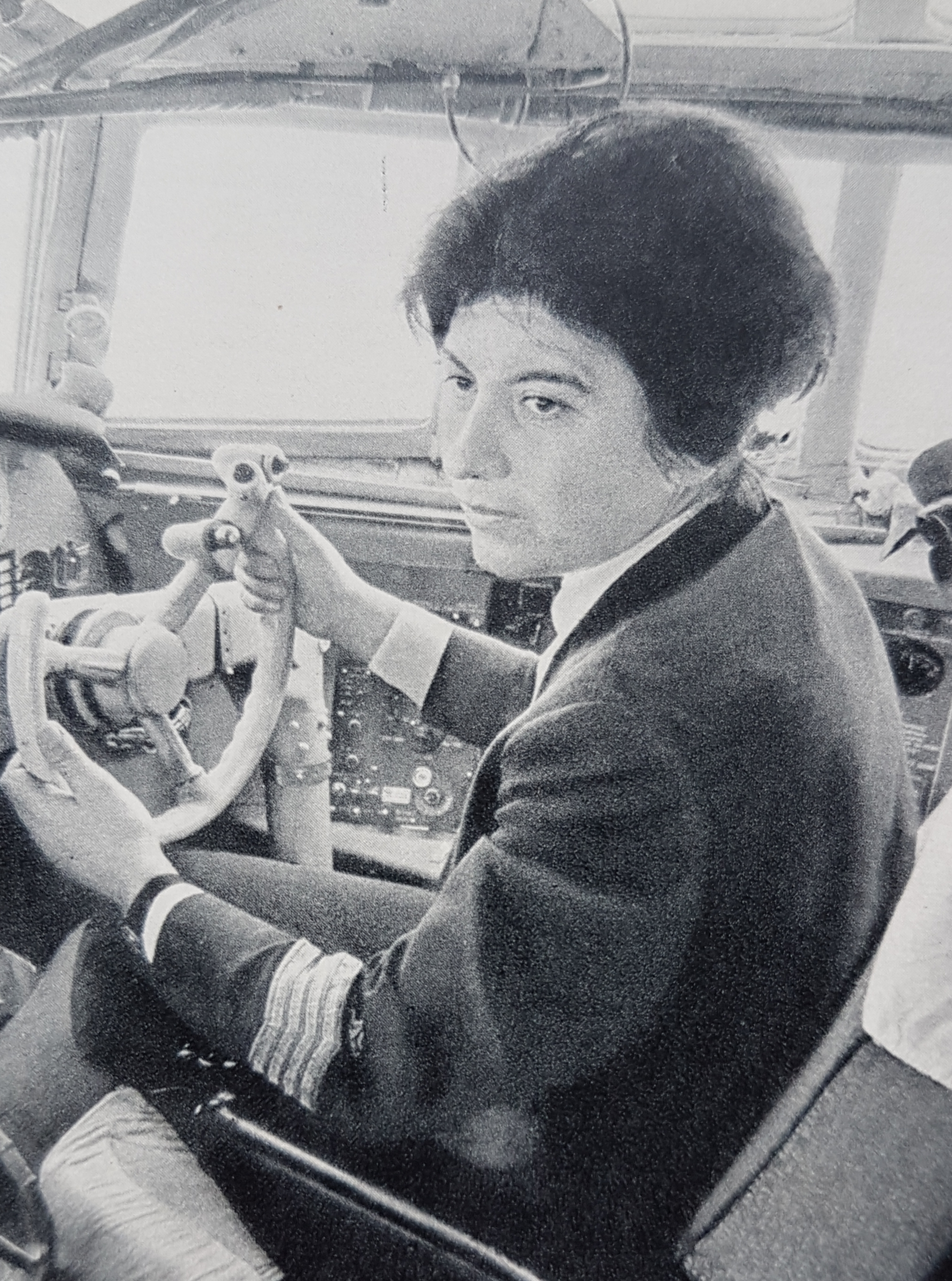
Maria Atanasova in einem Flugzeug

Marija Georgiewa Atanassowa (auch Maria Georgieva Atanasova geschrieben, bulgarisch Мария Георгиева Атана̀сова, * 26. Dezember 1926 in Kalekowez, Bulgarien; † 11. April 2000 in Sofia) war eine bulgarische Pilotin. Sie war die erste weibliche Kapitänin für schwere Flugzeugtypen.

## Leben
Geboren in Kalekowets am 25. Dezember 1926. 1950 schloss sie ihre Ausbildung in der ersten Gruppe für Pilotinnen der militärischen Flugschule in Dolna Mitropolija ab. Bis 1952 arbeitete sie als Fluglehrerin in dieser Flugschule, dann schloss sie ihre Ausbildung zur Kampfpilotin ab. Zwischen 1953 und 1974 war sie als Kapitän auf den Flugzeugen Lissunow Li-2, Iljuschin Il-14, Iljuschin Il-18 und Tupolew Tu-134 bei Balkan Bulgarian Airlines tätig. Insgesamt hatte sie 13.999 Flugstunden. Im Jahr 1965 war sie die erste Frau, die ein Verkehrsflugzeug auf dem Flughafen London Heathrow landete.
Von 1966 bis 1971 saß sie als Abgeordnete in der 5. Narodno Sabranie, der bulgarischen Nationalversammlung.

## Auszeichnungen
- 1967: Held der Sozialistischen Arbeit (Bulgarien)
- 1967: Orden Georgi Dimitrow